# Gastrallus immarginatus
Gastrallus immarginatus is een keversoort uit de familie klopkevers (Ptinidae, voorheen Anobiidae). De wetenschappelijke naam van de soort is voor het eerst geldig gepubliceerd in 1821 door J. Müller.